# Oštra Luka
Oštra Luka (serbisch-kyrillisch Оштра Лука; nach dem Bosnienkrieg bis 2004 Srpski Sanski Most) ist eine Verbandsgemeinde im Nordwesten von Bosnien und Herzegowina. Sie gehört zur Republika Srpska und entstand durch die Abtrennung des nordöstlichen Randes der Gemeinde Sanski Most mit 22 von insgesamt 75 Dörfern infolge des Dayton-Vertrages nach dem Bosnienkrieg.

## Geografie
Das Gemeindegebiet erstreckt sich in Form eines langgestreckten Schlauches über eine Länge von 50 Kilometern entlang der Entitätengrenze zwischen Republika Srpska und Föderation Bosnien und Herzegowina. Die maximale Breite des Gebiets beträgt dagegen nur fünf Kilometer.
Zur Gemeinde Oštra Luka gehören die Dörfer Batkovci, Budimlić Japra, Donja Kozica, Donja Tramošnja, Duge Njive, Garevica, Gornja Kozica, Gornja Tramošnja, Hadrovci*, Halilovci, Hazići, Koprivna, Marini, Mrkalji*, Ovanjska, Oštra Luka, Podvidača*, Sasina, Slatina*, Stara Rijeka, Škrljevita*, Usorci und Zenkovići*.
* nur Teile der Gemarkungen; die eigentlichen Dörfer befinden sich auf Föderationsterritorium

## Bevölkerung
Zur letzten Volkszählung 1991 hatten jene besiedelten Ortsteile von Sanski Most, die heute die Gemeinde Oštra Luka bilden, insgesamt 5743 Einwohner. Davon bezeichneten sich 4182 als Serben (72,8 %), 1131 als Kroaten (19,7 %), 263 als Bosniaken (4,6 %) und 115 als Jugoslawen (2 %). Dreizehn Dörfer hatten eine serbische Bevölkerungsmehrheit und drei eine kroatische (Garevica, Ovanjska und Stara Rijeka).
Zur Volkszählung 2013 hatte Oštra Luka knapp 3000 Einwohner und war damit eine der kleinsten Gemeinden in der Republika Srpska.

## Infrastruktur
Nicht alle Ortsteile der Gemeinde sind untereinander mit Straßen verbunden. So führt der kürzeste Weg zwischen dem westlichen und östlichen Teil der Gemeinde über das Gebiet der Gemeinde Sanski Most.